# Battesimo degli ibis
Battesimo degli ibis è un dipinto del pittore veronese Girolamo dai Libri, realizzato con la tecnica della pittura a olio su tela, conservato nel museo di Castelvecchio a Verona.

## Descrizione
La prima menzione della tela si ha nel 1803 quando il pittore veronese Saverio Dalla Rosa la descrive collocata in un altare laterale della chiesa di Santa Maria alla Fratta. Pochi anni più tardi la chiesa venne soppressa e i suoi beni demaniati secondo le disposizioni napoleoniche, quindi nel 1812 il dipinto entrò a far parte delle collezioni civiche veronesi. Inizialmente la paternità dell'opera venne attribuita al pittore Giovan Francesco Caroto, fu nel 1820 che Giovanni Battista Da Persico avanzò per primo l'ipotesi che l'autore potesse essere Girolamo dai Libri, ipotesi poi accolta definitivamente dalla critica solo agli inizi del XX secolo.
I dubbi sull'attribuzione del dipinto sono stati giustificati dal cattivo stato in cui esso si trovava fino al restauro compiuto nel 1981, che ne aveva nascosto le originali tonalità di colore tipiche del da Libri.
Anche la datazione della tela è stata oggetto di discussioni tra gli esperti: se alcuni hanno proposto gli anni 1540 ricordando la somiglianza con alcune miniature realizzate in quegli anni, altri la collocano coeva alla pala d'altare Madonna tra i santissimi Lorenzo Giustiniani e Zeno del 1526, altri ancora ritengono che possa essere degli anni 1530. Oggi, la maggioranza della critica ritiene che possa essere databile alla seconda metà degli anni 1520 osservando come il dipinto sia impregnato dalla lezione di Pietro Perugino, come molte opere di dai Libri di quel periodo, ad esempio la tela Storie dei santi Biagio, Sebastiano e Giuliana realizzata tra il 1526 e il 1528 per la Chiesa dei Santi Nazaro e Celso.
Nella composizione dell'opera Girolamo dai Libri non nasconde le influenze ereditate dal padre Francesco, valente miniaturista, dedicando ampio spazio alla raffigurazione di animali di fiume, come gli ibis (da cui il nome con cui è comunemente conosciuta la tela), che qui assumono la valenza simbolica di preveggenza (come gli viene attribuita dal libro di Giobbe) o degli aironi simbolo di Cristo sofferente. La postura della mano sinistra di Giovanni Battista ricorda quella della pala d'altare dello stesso autore nota come Madonna della Quercia.